# Касам ракета
Касам ракета је ракета кућне израде коју палестинске милитантне организације користе за нападе на Израел. Најширу употребу има у редовима Хамаса а град који највише трпи нападе је Здерот, у близини Појаса Газе.